# 2021年達拉斯—沃斯堡影評人協會獎
第27屆達拉斯—沃斯堡影評人協會獎（The 27th Dallas-Fort Worth Film Critics Association Awards）是達拉斯—沃斯堡影評人協會以茲獎勵2021年電影的獎項，於2021年12月20日宣布得獎者。
由於該年調整了資格準則，入圍資格為2021年3月1日後釋出的電影，投票成員為33名於北德克薩斯州任職的廣播、影印與網路記者，最佳影片最終由西部劇情片《犬山記》奪得。

## 提名與獲獎名單
- 最佳影片

1. 《犬山記》
2. 《贝尔法斯特》
3. 《王者理查》
4. 《西城故事》
5. 《甘草比萨》
6. 《沙丘》
7. 《玉面情魔》
8. 《法蘭西特派週報》
9. 《失去的女兒》
10. 《健听女孩》

- 最佳男主角

1. 《犬山記》班奈狄克·康柏拜區
2. 《王者理查》威爾·史密斯
3. 《倒數時刻》安德魯·加菲爾德
4. 《情聖西哈諾》彼特·丁拉基
5. 《馬克白》丹泽尔·华盛顿

- 最佳女主角

1. 《史賓賽》克莉絲汀·史都華
2. 《失去的女兒》奧莉薇雅·柯爾曼
3. 《神聖電視台》杰西卡·查斯坦

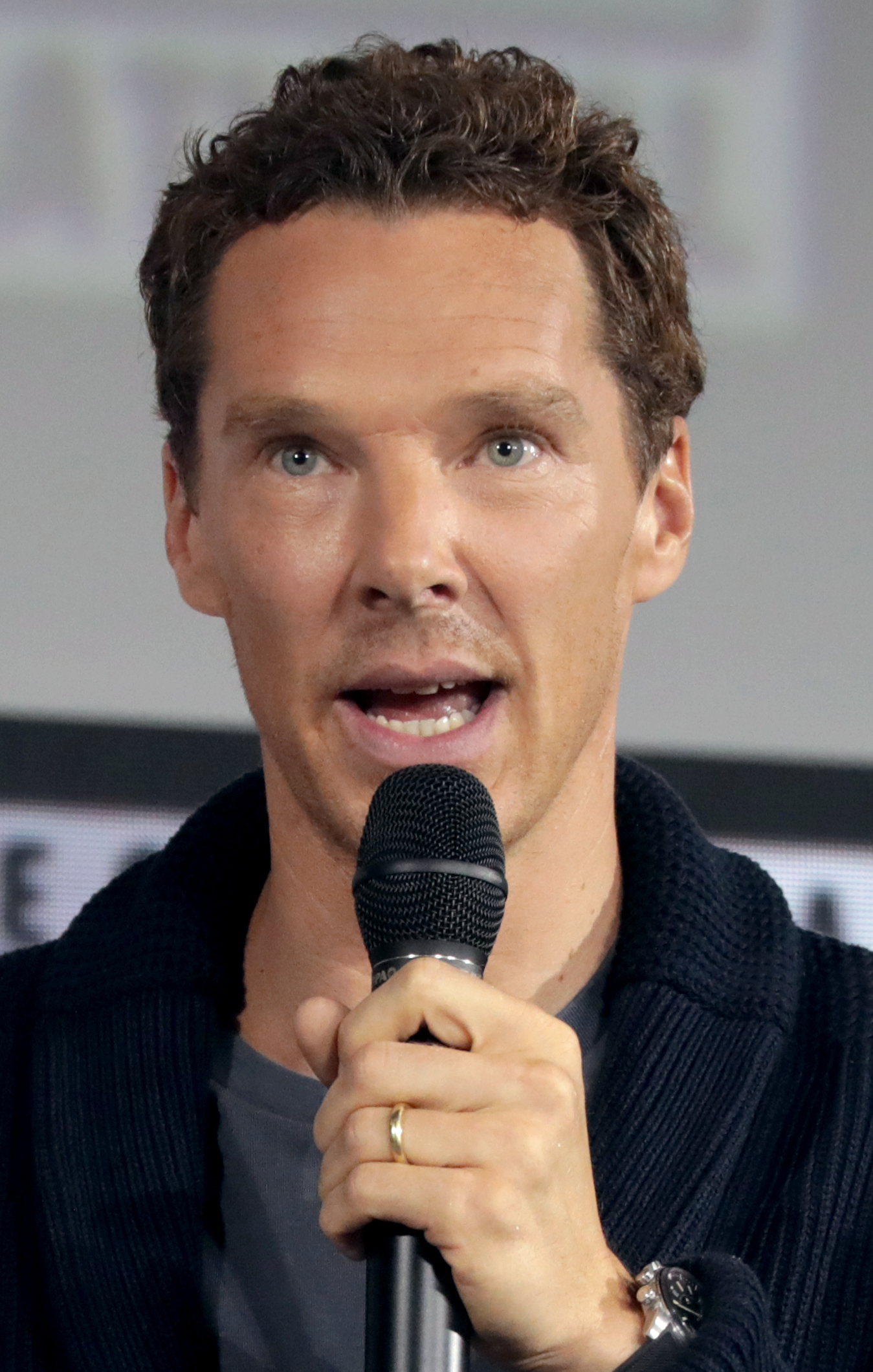
最佳男主角：班奈狄克·康柏拜區

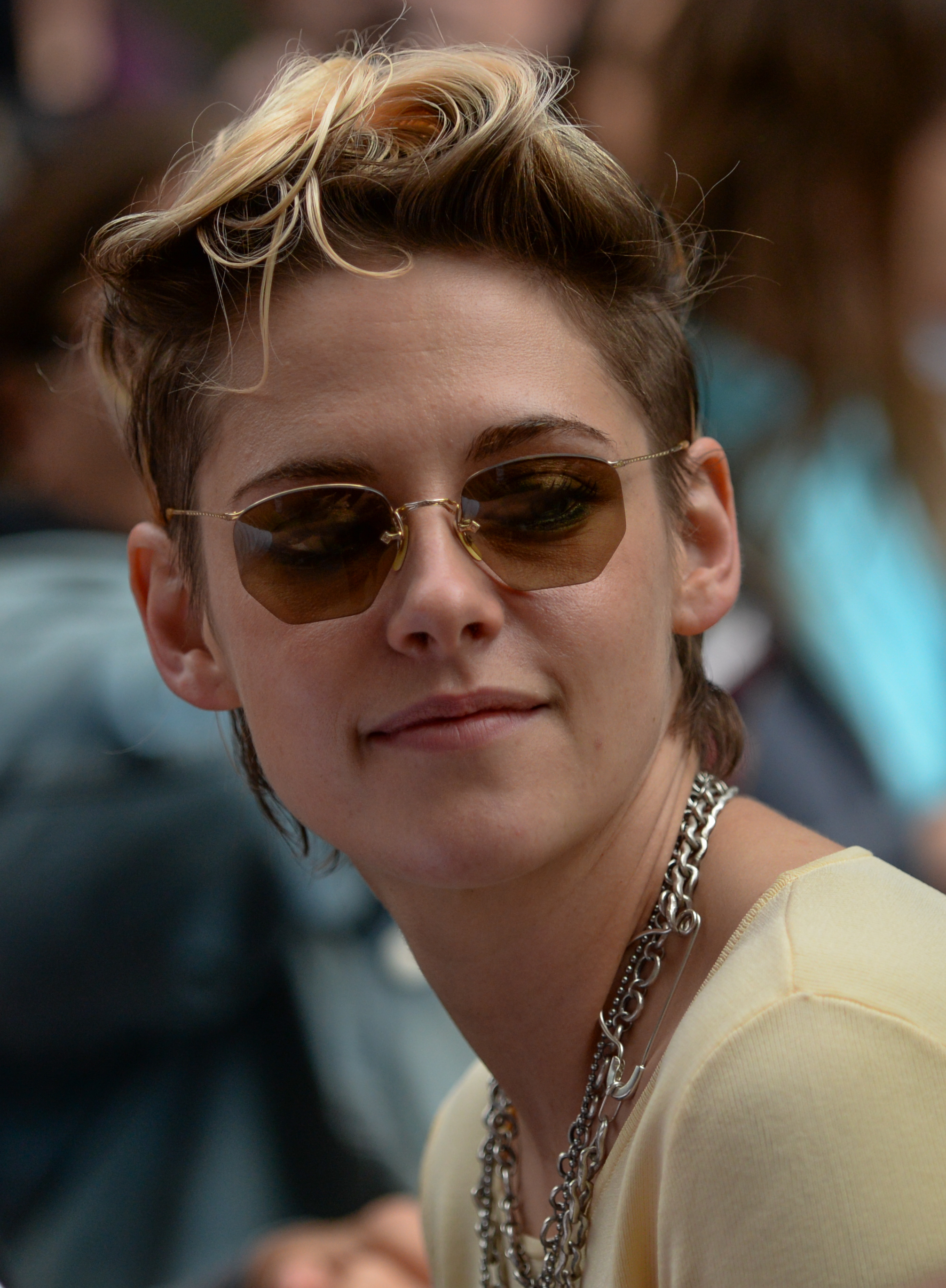
最佳女主角：克莉絲汀·史都華

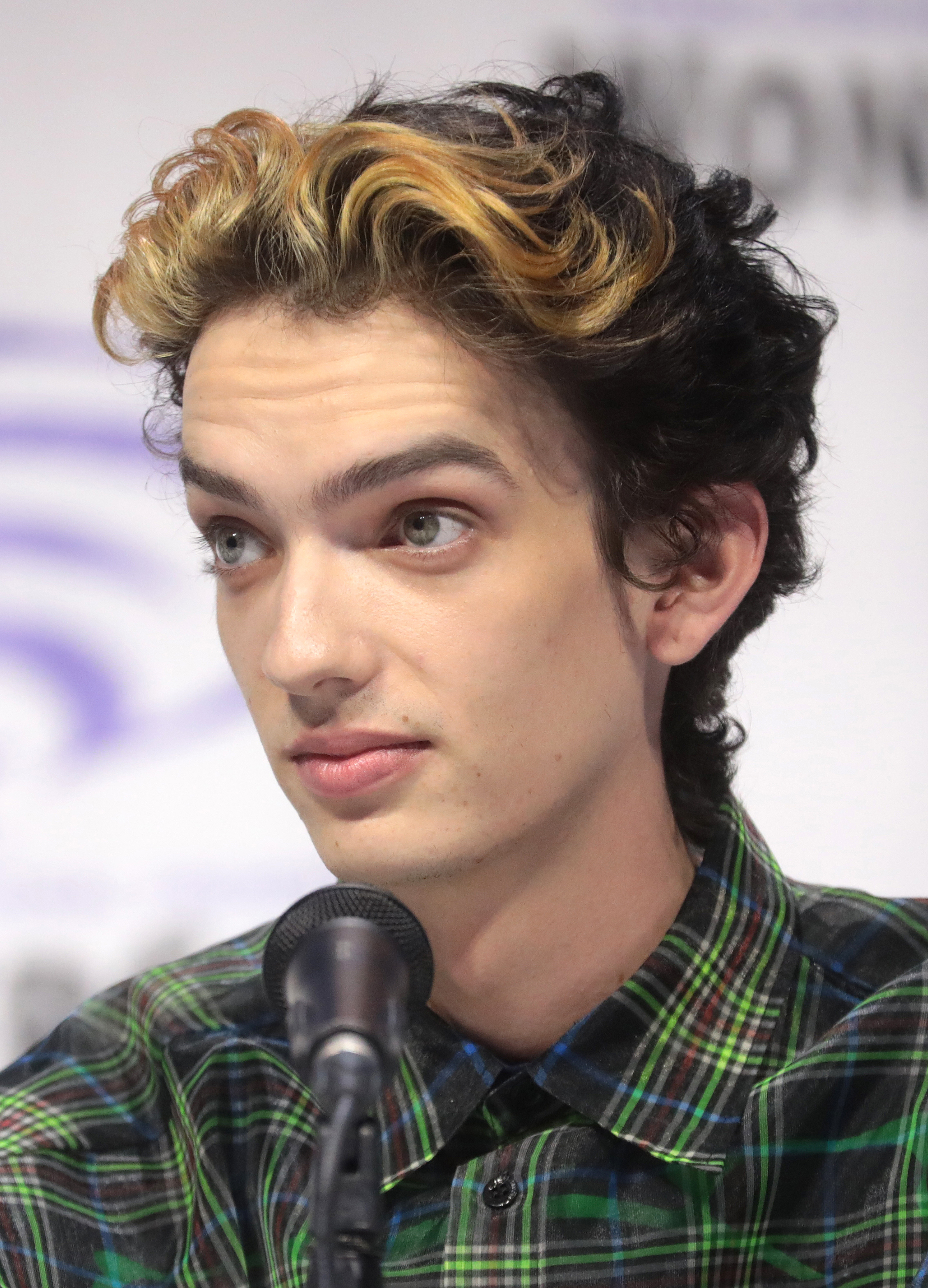
最佳男配角：寇帝·史密-麥菲

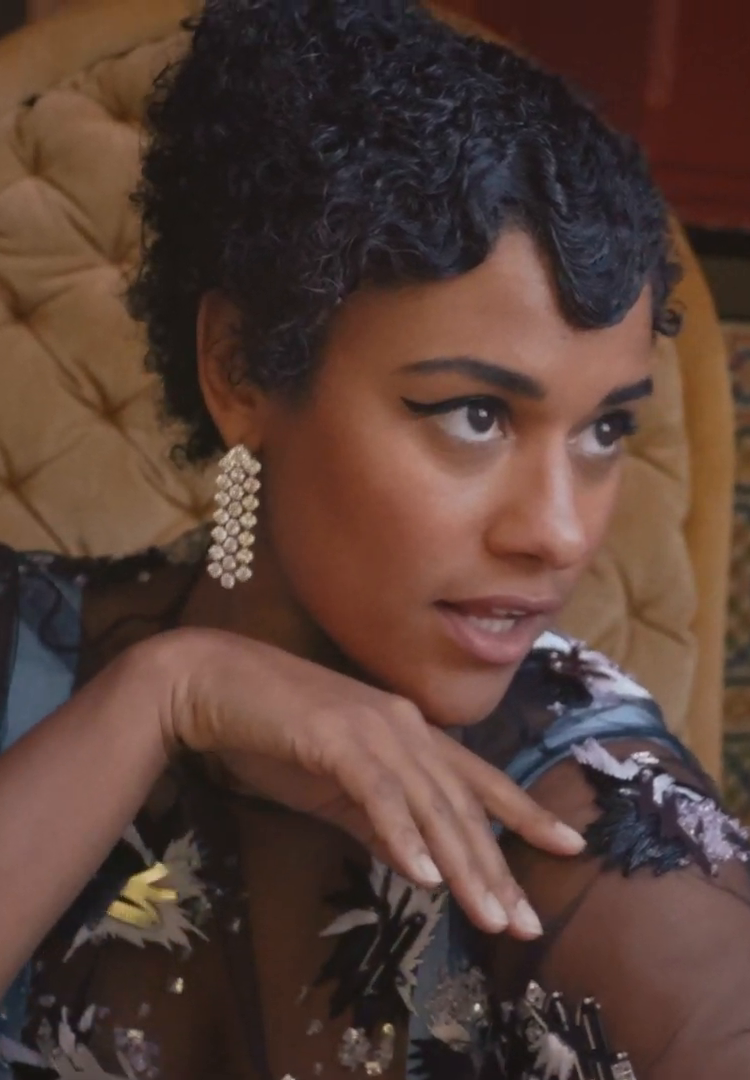
最佳女配角：亞莉安娜·黛博塞

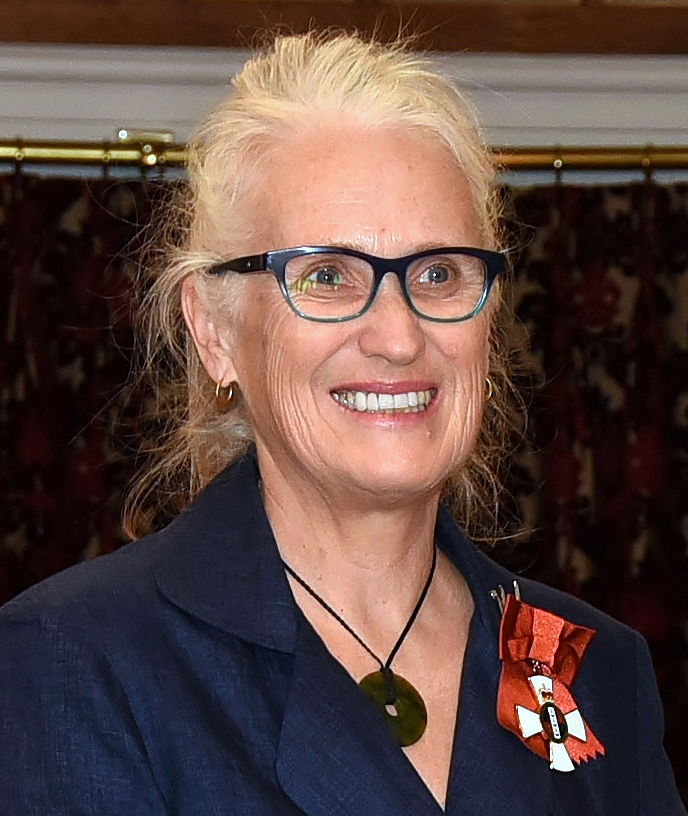
最佳導演、劇本：珍·康萍

4. 《Gucci：豪門謀殺案》Lady Gaga
5. 《里卡多一家》妮可·基嫚

- 最佳男配角

1. 《犬山記》寇帝·史密-麥菲
2. 《健听女孩》特洛伊·科特蘇爾
3. 《贝尔法斯特》希朗·漢德
4. 《溫柔酒吧》班·艾佛列克
5. 《犬山記》傑西·普萊蒙

- 最佳女配角

1. 《西城故事》亞莉安娜·黛博塞
2. 《犬山記》克絲汀·鄧斯特
3. 《王者理查》安潔紐·艾莉絲
4. 《贝尔法斯特》凱特瑞納·巴爾夫（英语：Caitríona Balfe）
5. 《白色通行證（英语：Passing (film)）》露絲·奈嘉

- 最佳導演

1. 《犬山記》珍·康萍
2. 《西城故事》斯蒂芬·斯皮尔伯格
3. 《贝尔法斯特》簡尼夫·班納
4. 《沙丘》丹尼斯·维勒弗
5. 《甘草比萨》保羅·湯瑪斯·安德森

- 最佳外語片

1. 《驾驶我的车》
2. 《我不是英雄》
3. 《世界上最爛的人》
4. 《The Hand of God》
5. 《漂浪人生》

- 最佳紀錄片

1. 《靈魂樂之夏》
2. 《漂浪人生》
3. 《洞穴救援行動（英语：The Rescue (2021 film)）》
4. 《同行：一場戲劇治療歷程（英语：Procession (film)）》
5. 《方（英语：Val (film)）》

- 最佳動畫片
  - 《奇幻魔法屋》
    - 亞軍：《米家大戰機器人》

- 最佳劇本
  - 《犬山記》珍·康萍
    - 亞軍：《甘草比萨》保羅·湯瑪斯·安德森
    - 亞軍：《贝尔法斯特》簡尼夫·班納

- 最佳攝影
  - 《沙丘》格雷格·弗萊瑟
    - 亞軍：《犬山記》阿黎·韋格納（英语：Ari Wegner）

- 最佳配樂
  - 《沙丘》漢斯·季默
    - 亞軍：《犬山記》強尼·格林伍德

- 羅素·史密斯獎[註 1]
  - 《漂浪人生》

## 備註
1. ↑  以茲獎勵低預算或前衛的獨立電影

## 外部連結
- 官方网站